# Celso Dayrit
Celso Limjuco Dayrit (* 19. Dezember 1951 in Manila; † 28. April 2021 ebenda) war ein philippinischer Fechter und Sportfunktionär.

## Karriere

### Beruflich
Celso Dayrit schloss 1973 ein Bachelorstudium im Business Management an der Universität De La Salle in Manila ab. Wenig später begann er seine berufliche Karriere bei der Philippine Commercial & Industrial Bank. Später wurde er Vizepräsident der Bank of the Philippine Islands.
2007 wurde er an der Universität Incheon in Südkorea promoviert.

### Sportlich
Dayrit begann im Alter von sechs Jahren mit dem Fechten und wurde von seinem Vater Francisco trainiert. Er nahm an verschiedenen nationalen und internationalen Wettbewerben teil. Von 1979 bis 1988 gehörte er dem Nationalkader der Philippinen an und konnte bei den Südostasienspielen 1987 eine Bronzemedaille im Mannschaftswettbewerb gewinnen.
Zwischen 1997 und 2008 leitete Dayrit die Philippine Fencing Association und war zudem von 1999 bis 2004 Präsident des Philippine Olympic Committee. Ein Jahr später wurde er Präsident der Fencing Confederation of Asia. Dieses Amt hatte er bis zu seinem Tod 2021 inne. Zudem war er von 2004 bis 2020 Mitglied des Exekutivkomitees der International Fencing Federation.
Am 27. April 2021 starb Dayrit im Alter von 69 Jahren während der COVID-19-Pandemie an den Folgen einer SARS-CoV-2-Infektion.